# Dracula kontra Frankenstein
Dracula kontra Frankenstein (ang. Dracula vs. Frankenstein) – amerykański horror z 1971 roku.

## Fabuła
Dr Durray jest ostatnim z rodu Frankensteinów, który kontynuuje rodzinną „tradycję” tworzenia potworów.
Pewnego dnia doktora odwiedza Drakula, który wskazuje mu miejsce pogrzebania pierwszego monstrum stworzonego przez Frankensteina. Durray wskrzesza potwora i wykorzystuje go aby zemścić się na swoich zawodowych rywalach.

## Obsada
- Lon Chaney Jr. jako Groton
- J. Carrol Naish jako jak dr Frankenstein
- Zandor Vorkov jako Drakula
- John Bloom jako   Frankenstein
- Regina Carrol jako Rico
- Anthony Eisley jako Mike Howard
- Anne Morrell jako Samantha
- Forrest J Ackerman jako dr Beaumont